# Сандомирське воєводство (до 1795)
Сандоми́рське воєво́дство (лат. Palatinatus Sandomirensis, пол. Województwo sandomierskie) — адміністративно-територіальна одиниця Королівства Польського та Корони Польської в Речі Посполитій. Існувало з 14 століття до 1795 року. Створене на основі земель Сандомирського князівства. Входило до складу Малопольської провінції. Належало до регіону Малопольща. Розташовувалося в південно-західній частині Речі Посполитої, на заході Малопольщі. Головне місто — Сандомир. Очолювалося сандомирськими воєводами. Сеймик воєводства збирався у містечку Опатов. Мало представництво із 2 сенаторів у Сенаті Речі Посполитої. Складалося з 7 повітів. Станом на 1791 рік площа воєводства становила 25 726,76 км². Населення в 1790 році нараховувало 381 623 осіб. Ліквідоване 1795 року під час третього поділу Речі Посполитої. Територія воєводства увійшла до складу краю Нова Галичина Австрійської монархії.

## Повіти
- Віслицький повіт → Віслиця
- Опочинський повіт → Опочно
- Радомський повіт → Радом
- Пільзненський повіт → Пільзно
- Сандомирський повіт → Сандомир
- Стенжицький повіт → Стенжиця
- Хенцинський повіт → Хенцини